# Carl Bertil Gaunitz
Carl Bertil Gaunitz, född 17 september 1895 i Åsele, Västerbotten, död 23 juli 1969 i Västanfors församling, Fagersta, var en svensk agronom, författare och biologi- och kemilärare.
Han var son till jägmästaren Victor Gaunitz och Martina Pontén och växte upp i Sorsele. 
C.B.Gaunitz var insektsforskare och specialist på svenska skalbaggar. Huvuddelen av hans omfattande skalbaggssamlingar har skänkts till Lunds universitet. Han skrev ett 30-tal böcker, varav flera har översatts till finska, isländska och tyska, samt ett antal vetenskapliga artiklar.